# Atletica leggera ai Giochi olimpici intermedi - Marcia 1500 metri
Ai Giochi olimpici intermedi di Atene 8 atleti parteciparono alla gara di marcia su 1500 metri. La prova si tenne il 30 aprile con arrivo nello Stadio Panathinaiko.

## La gara
Lo statunitense Bonhag non ha mai gareggiato nella marcia. Mezzofondista di buon livello, è venuto ad Atene per vincere almeno una medaglia, ma ottiene solo un quarto posto nelle 5 miglia e una deludente sesta piazza nei 1500 metri. Si butta nella marcia e il giorno prima della gara prende alcune lezioni dal canadese Donald Linden.
La prova viene vinta dal britannico Robert Wilkinson sull'austriaco Eugen Spiegler ma, quando i due hanno già tagliato il traguardo, vengono squalificati.
Il titolo andrebbe a Bonhag che, sorprendentemente, è giunto terzo, ma la sua posizione in classifica è sub-judice. Il suo stile viene giudicato scorretto da due giudici su quattro. La giuria in un primo momento decide la ripetizione della gara per il giorno dopo, ma poi torna sulla sua decisione e riammette Bonhag, che così vince sul suo "allenatore per un giorno".
| Pos     | Paese       | Atleta                  | Età | Tempo  |
| ------- | ----------- | ----------------------- | --- | ------ |
| Oro     | Stati Uniti | George Bonhag           | 24  | 7'12"6 |
| Argento | Canada      | Donald Linden           |     | 7'19"8 |
| Bronzo  | Grecia      | Konstantinos Spetsiotis |     | 7'24"0 |